# Inner London

Inner London est un nom donné à un ensemble de borough centraux du Grand Londres (Inner signifie « intérieur »), entouré par l’Outer London. La première définition officielle de cette zone date de 1965 mais pour des raisons statistiques, cette définition a changé au fil des temps. Cependant, les termes Inner London et Central London ne sont pas équivalents et ne peuvent pas être interchangés. 
Cette zone est l’une des plus riches de l’Union européenne au plus financier avec un PIB par personne de 61 516 € en 2004, juste après Paris (67 870 € en 2006).
La population d'Inner London est estimée à 3 231 900 en 2011.

## Définition de l’Inner London Education Authority(1965)

Inner London (déf. de l’ILEA)

Lorsque fut créée l’Inner London Education Authority en 1965, l’Inner London a été défini comme l’ensemble des districts londoniens qui formaient l’ancien comté de Londres :
- Camden ;
- Greenwich ;
- Hackney ;
- Hammersmith et Fulham ;
- Islington ;
- Kensington et Chelsea ;
- Lambeth ;
- Lewisham ;
- Southwark ;
- Tower Hamlets ;
- Wandsworth ;
- Cité de Westminster.

La Cité de Londres faisait partie du comté de Londres, mais n’était pas considérée comme un district. Elle peut être incluse à l’Inner London. Le cas de North Woolwich est spécial car ce quartier ne faisait pas partie du comté de Londres mais a été transféré à Newham en 1965.

## Définition de l’Office for National Statistics

Inner London (déf. de l’ONS)

L’Office for National Statistics et les services de recensement utilisent le terme Inner London en y incluant les districts de Haringey et Newham mais en excluant Greenwich qui est classé dans l’Outer London. Cette définition est également utilisée par Eurostat pour classer l’Inner London en NUTS de niveau 2. Cette zone s’étend sur 319 km2.

## Autres définitions

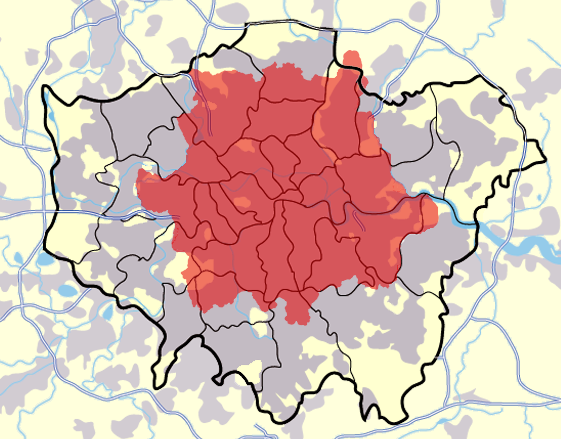
Districts postaux de Londres (en rouge) au sein du Grand Londres

La zone couverte par les districts postaux de Londres est souvent appelée Inner London. Cette zone est cependant plus étendue et couvre 624 km2. 44 de ses 119 districts se trouvent dans l’Outer London et s’étendent jusqu’à la frontière du Grand Londres Scratch Wood et même au-delà, jusqu’à Sewardstone.
De 1990 à 2000, Londres a utilisé deux indices téléphoniques différents avec un code spécial pour l’Inner London, cependant la zone correspondant à ce code était largement différente des définitions données précédemment et aujourd’hui, la ville est couverte par l’unique code 020.